# Kamieniołom Zgórsko

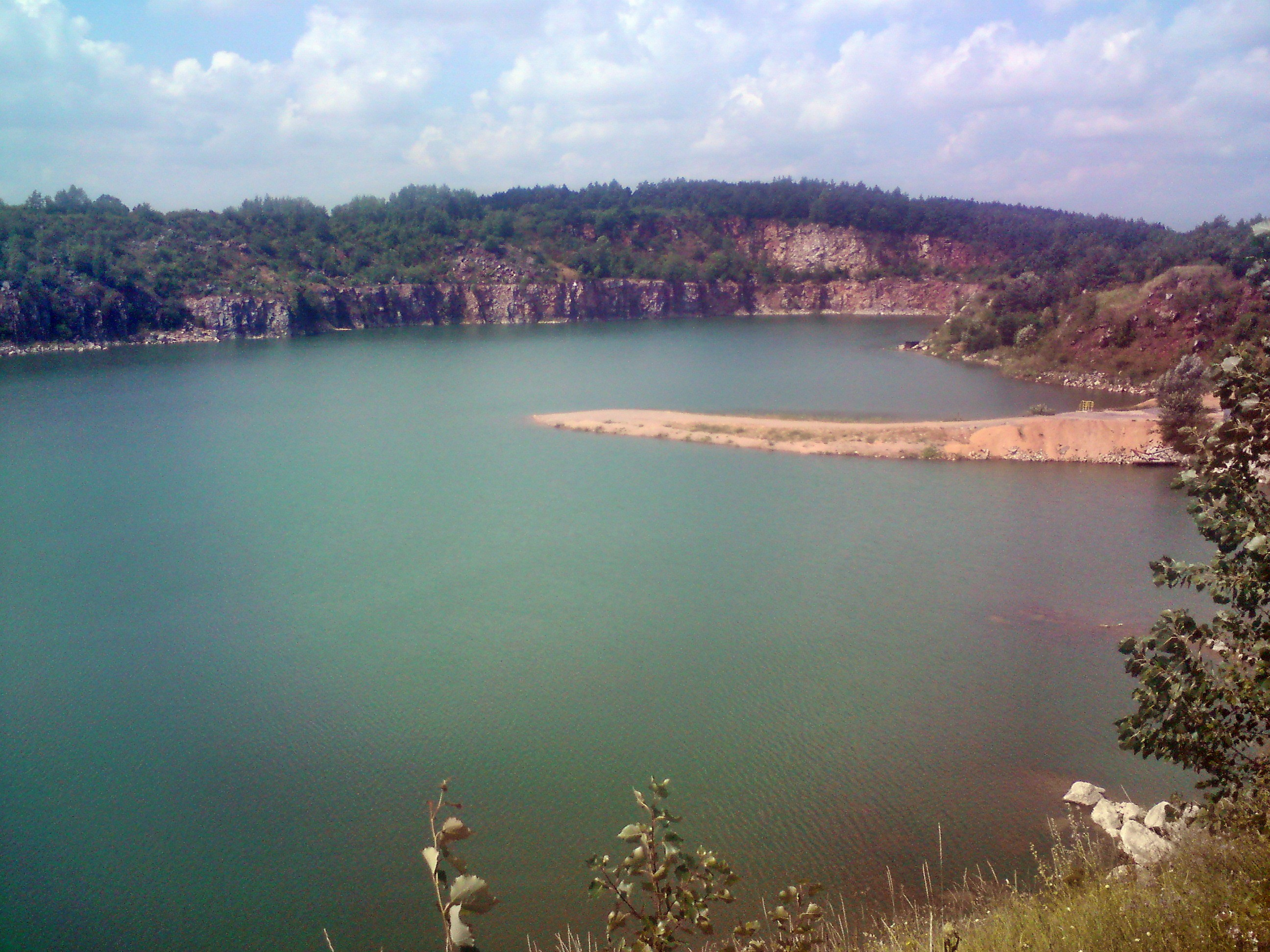
Kamieniołom Zgórsko

Kamieniołom Zgórsko – kopalnia wapienia dewońskiego, położona na terenie gminy Nowiny.
Kamieniołom był własnością braci Goldferbów pochodzenia żydowskiego. Eksploatację wapienia rozpoczęto tu w 1928 roku, wydobycie odbywało się w sposób ręczny. Pracę prowadzono w systemie zmianowym, zakład zatrudniał 50 pracowników. W okresie międzywojennym surowiec pozyskiwany w kopalni służył do produkcji tłucznia, po II wojnie światowej kopalnia pracowała głównie na potrzeby przemysłu wapienniczego i cementowego. Od 1966 roku kamieniołom był miejscem wydobycia surowca wapienniczego dla powstałego dużego kombinatu - Zakładów Cementowo-Wapienniczych w Nowinach. Do 1988 roku w kamieniołomie prowadzono eksploatację w dwóch piętrach po 20 metrów każdy, lecz następnie zaniechano jej z uwagi na wysokie koszty wydobycia. 
Kamieniołom został zamknięty w 1990 roku i naturalnie zalany wodą. Zbiornik wodny położony na miejscu dawnego wyrobiska ma głębokość 5 metrów i zajmuje powierzchnię 11 hektarów. Brzegi są strome, wysokie i trudno dostępne. Od strony wschodniej znajduje się dojazd zakończony cyplem o długości ok. 40 metrów. 
Obecnie zbiornik wodny należy do Cementowni Nowiny (Dyckerhoff Polska), ale dzierżawi je Towarzystwo Wędkarskie "Nowiny".